# Jelle Eyckens
Jelle Eyckens (22 april 1991) is een Belgische doelman die op dit moment uitkomt voor KFC Hechtel.
Hij komt uit de jeugdopleiding van Lommel United en was later bij die club doublure van Björn Sengier.
In het seizoen 2008-2009 maakte hij als 16-jarige speler zijn debuut in de eerste ploeg van Lommel.
Hij speelde in iedere reeks, behalve in eerste nationale en vierde provinciale.
Sinds september 2024 draagt hij ook altijd preventief een helm tijdens de wedstrijden.

## Statistieken
| seizoen | club          | land   | competitie  | wed. | goals |
| ------- | ------------- | ------ | ----------- | ---- | ----- |
| 2008/09 | KVSK United   | België | Exqi League | 2    | 0     |
| 2009/10 | KVSK United   | België | Exqi League | 2    | 0     |
| 2010/11 | Lommel United | België | Exqi League | 6    | 0     |
| 2011/12 | Lommel United | België | Exqi League | 0    | 0     |